# Saint-André-sur-Orne
Saint-André-sur-Orne é uma comuna francesa na região administrativa da Normandia, no departamento Calvados. Estende-se por uma área de 3,68 km². Em 2010 a comuna tinha 1 847 habitantes (densidade: 501,9 hab./km²).